# Arndtodesmus
Arndtodesmus är ett släkte av mångfotingar. Arndtodesmus ingår i ordningen banddubbelfotingar, klassen dubbelfotingar, fylumet leddjur och riket djur.
Kladogram enligt Catalogue of Life:
| Arndtodesmus | \| \| Arndtodesmus carvalhoi \| \| \| \| \| \| Arndtodesmus coendu \| \| \| \| |
|              | \| \| Arndtodesmus carvalhoi \| \| \| \| \| \| Arndtodesmus coendu \| \| \| \| |
|              | Arndtodesmus carvalhoi                                                         |
|              |                                                                                |
|              | Arndtodesmus coendu                                                            |
|              |                                                                                |